# Чо Гю Сон
Чо Гю Сон (кор. 조규성; род. 25 января 1998, Ансан, Кёнгидо) — южнокорейский футболист, нападающий клуба «Мидтьюлланн» и национальной сборной Республики Корея.
Чемпион Республики Корея. Двукратный обладатель Кубка Республики Корея.

## Клубная карьера
Родился 25 января 1998 года в городе Ансан. Воспитанник футбольной школы Университета Кванджу.
Во взрослом футболе дебютировал в 2019 году выступлениями за клуб «Анян», в составе которого принял участие в 33 матчах чемпионата.
В 2020 году подписал контракт с клубом «Чонбук Хёнде Моторс». Вскоре стал игроком основного состава, принял участие в 31 матче национального первенства.
В 2021 году был призван на военскую службу, службу проходил в футбольном клубе «Кимчхон Санму», связанном с министерством обороны Республики Корея. Клубу был отдан в аренду сроком на один год. Отыграл за санджунскую команду один сезон. Большинство времени, проведённого в составе «Кимчхон Санму», являлся основным игроком атакующего звена команды. В составе клуба был одним из главных бомбардиров, имея среднюю результативность на уровне 0,4 гола за игру первенства.
Вернулся в состав клуба «Чонбук Хёнде Моторс» в 2022 году. Вскоре занял место в основном составе.

## Выступления за сборные
В течение 2019—2020 годов привлекался в составу молодежной сборной Южной Кореи. На молодёжном уровне сыграл в 11 официальных матчах, забил 4 гола.
Дебютировал в сборной Южной Кореи 7 сентября 2021 года в отборочном матче чемпионата мира против сборной Ливана (1:0), начал игру в стартовом составе и был заменён в перерыве. Первый гол за сборную забил в январе 2022 года в товарищеском матче против сборной Исландии (5:1). В июле 2022 года в составе сборной принял участите в чемпионате Восточной Азии по футболу, в первой игре сборной на турнире против сборной Китая (3:0), отличился голом. Вместе со сборной завоевал серебряные награды турнира.
В ноябре 2022 года был включён в окончательный список футболистов которые попали в заявку сборной Южной Кореи для участия в матчах чемпионата мира 2022 года в Катаре. 24 ноября 2022 года вышел на замену в первой игре сборной на турнире против сборной Уругвая (0:0). 28 ноября Чо забил два мяча ударами головой в ворота сборной Ганы, однако корейцы уступили (2:3).

## Статистика выступлений

### Статистика клубных выступлений
| Клуб                    | Сезон             | Лига              | Лига | Лига | Кубок | Кубок | Международные | Международные | Всего | Всего |
| Клуб                    | Сезон             | Дивизион          | Игры | Голы | Игры  | Голы  | Игры          | Голы          | Игры  | Голы  |
| ----------------------- | ----------------- | ----------------- | ---- | ---- | ----- | ----- | ------------- | ------------- | ----- | ----- |
| «Анян»                  | 2019              | K Лига 2          | 33   | 14   | 3     | 0     | -             | -             | 36    | 14    |
| «Чонбук Хёнде Моторс»   | 2020              | К-Лига 1          | 23   | 4    | 5     | 1     | 6             | 3             | 34    | 8     |
| «Чонбук Хёнде Моторс»   | 2022              | К-Лига 1          | 8    | 4    | 3     | 4     | -             | -             | 11    | 8     |
| «Чонбук Хёнде Моторс»   | Всего             | Всего             | 31   | 8    | 8     | 5     | 6             | 3             | 45    | 16    |
| «Кимчхон Санму» (армия) | 2021              | K Лига 2          | 25   | 8    | 2     | 1     | -             | -             | 27    | 9     |
| «Кимчхон Санму» (армия) | 2022              | К-Лига 1          | 23   | 13   | 1     | 0     | -             | -             | 24    | 13    |
| «Кимчхон Санму» (армия) | Всего             | Всего             | 48   | 21   | 3     | 1     | -             | -             | 51    | 22    |
| Вместе за карьеру       | Вместе за карьеру | Вместе за карьеру | 112  | 43   | 14    | 6     | 6             | 3             | 132   | 52    |

## Достижения
- Чемпион Республики Корея:

«Чонбук Хёндэ Моторс»: 2020
- Обладатель Кубка Республики Корея (2):

«Чонбук Хёндэ Моторс»: 2020, 2022